# Sindri
Sindri è una città dell'India di 76.827 abitanti, situata nel distretto di Dhanbad, nello stato federato del Jharkhand. In base al numero di abitanti la città rientra nella classe II (da 50.000 a 99.999 persone).

## Geografia fisica
La città è situata a 23° 37' 60 N e 86° 30' 0 E e ha un'altitudine di 138 m s.l.m..

## Società

### Evoluzione demografica
Al censimento del 2001 la popolazione di Sindri assommava a 76.827 persone, delle quali 41.584 maschi e 35.243 femmine. I bambini di età inferiore o uguale ai sei anni assommavano a 9.414, dei quali 4.824 maschi e 4.590 femmine. Infine, coloro che erano in grado di saper almeno leggere e scrivere erano 52.055, dei quali 31.822 maschi e 20.233 femmine.